# USX-1 Defiant
Le USX-1 Defiant est un navire de surface sans équipage expérimental (d’où le « X » dans son sigle) du gouvernement américain (d’où le « US » dans son sigle). Il a été développé dans le cadre du programme « No Manning Required Ship » (NOMARS), pouvant se traduire en français par « navire ne nécessitant pas d’équipage », de la Defense Advanced Research Projects Agency (DARPA), une agence du Département de la Défense des États-Unis. Il a été conçu pour fonctionner de façon autonome pendant des périodes prolongées en mer, sans avoir besoin d’un équipage humain à bord, même pour les ravitaillements. Le navire a été lancé en février 2025 avant de débuter une phase d’essais en mer.

## Conception
La DARPA est l’agence centrale de recherche et développement du ministère de la Défense américain pour développer de nouvelles technologies pour l’armée. Sa mission est de créer des innovations technologiques qui contribuent à la sécurité nationale des États-Unis. 
Le programme NOMARS a été lancé en 2020. Il vise à concevoir pour l’US Navy un navire de surface sans pilote (Unmanned Surface Vehicle, en abrégé USV) de taille moyenne avec une fiabilité et une disponibilité maximales. Les principales caractéristiques du programme comprennent une fiabilité de 90 % sur une période de déploiement en mer d’un an, et une capacité de ravitaillement autonome. La majorité des USV utilisés par le Pentagone sont soit de petits drones qui ne peuvent physiquement pas transporter un humain (par exemple, un Saildrone), soit des navires qui ont été modifiés pour fonctionner de façon autonome, mais disposent encore de tous les espaces nécessaires à la vie de l’équipage (par exemple, un Mariner). La marine américaine a décidé de les appeler « navires à équipage facultatif ». Tous les USV précédemment testés, tels que le Nomad et le Ranger, étaient des navires offshore convertis pour opérer de façon autonome. Et des marins ont été embarqués sur le Ghost Fleet Overlord de l’US Navy pendant son voyage dans la zone indo-pacifique en 2023 pour s’assurer que les systèmes fonctionnaient bien. Auparavant, l’agence avait mis au point le navire sans pilote de lutte anti-sous-marine (ASW) Continuous Trail (ACTUV) Sea Hunter, mais il s’agissait plutôt d’un démonstrateur technologique pour démontrer qu’un engin pouvait être construit pour la chasse aux sous-marins pour le dixième du coût d’un navire conventionnel. Il y avait toutefois un poste de pilotage pour un skipper humain afin de surveiller l’engin pendant les essais. Cependant, les partisans de la technologie autonome soutiennent qu’autoriser un « équipage facultatif » va à l’encontre du but initial des navires sans équipage. Ce qui rend le USX-1 Defiant unique est sa conception à partir de zéro qui révolutionne l’architecture navale traditionnelle. En effet elle exclut tout installation ou espace pour un équipage humain à bord : postes de travail, ventilateurs, voies d’accès, couloirs, échelles, quartiers d’habitation, salles de bains, cuisine, stockage de nourriture, équipements de survie, tout cela est coûteux et prend de la place. Si on les enlève, un navire de guerre peut être rétréci à un degré remarquable. Cette philosophie de conception permet de réaliser un navire capable d’effectuer la même mission qu’une plate-forme habitée mais beaucoup moins coûteux, et avec une charge utile beaucoup plus importante. En excluant les systèmes de mission à bord, le Defiant a coûté 25 millions de dollars, soit une infime fraction du coût d’un navire habité.
Selon la DARPA, le programme NOMARS a l’intention de démontrer les avantages significatifs de cette formule, notamment la fiabilité lors de missions prolongées, l’efficacité hydrodynamique, le meilleur fonctionnement en mer agitée et les caractéristiques de furtivité,,,,,,,, du navire, ce qui le rend plus difficile à détecter ou à neutraliser dans des environnements hostiles. La résilience du navire contre les conditions météorologiques adverses et les menaces potentielles est poussée très loin. Ainsi, si un incendie éclate à bord du Defiant, un système automatisé de suppression des incendies à base de gaz se met en marche. Un gaz spécial est diffusé dans ses espaces internes pour priver d’oxygène les compartiments touchés et éteindre le feu. Cette méthode est inadaptée aux navires habités, car le gaz aurait des répercussions sur la santé des humains l’inhalant
Un système entièrement automatisé comme le USX-1 Defiant comporte aussi des risques. Un incident aussi banal qu’un moteur cassé ou un système de contrôle défectueux deviendra un problème complexe, car des ingénieurs humains devront être transportés à bord de l’USV pour faire les réparations. Une deuxième préoccupation est la guerre électronique (GE). Les systèmes de navigation et/ou de communication de l’USV pourraient être bloqués par des adversaires. La façon dont le navire sans pilote pourra résister à ces intrusions dans ses systèmes représentera un test critique pour savoir s’il est prêt pour le champ de bataille ou non.

## Caractéristiques
L’USX-1 Defiant mesure 180 pieds (55 mètres) de long et a un déplacement de 240 tonnes,,,,,,,,,,. Il est plus petit qu’un navire de guerre conventionnel, avec un maître-bau plus étroit, de taille comparable aux USV Sea Hunter et Ranger déjà testés mais il permet aux États-Unis de battre le record du plus grand et plus lourd drone de surface au monde de ce tonnage. Le Defiant rentre dans la catégorie des USV moyens, servant d’intermédiaire entre les USV plus petits et les systèmes plus grands, comme les grands navires de surface sans équipage (LUSV) prévus par la marine américaine. Il peut fonctionner jusqu’à un an en mer sans intervention humaine. Son alimentation en énergie repose sur des piles à combustible et des batteries de grande capacité. La coque du bateau est couverte de nombreux radars et antennes, car ce navire de guerre de surface sans pilote est principalement un ensemble de capteurs flottants.

### Armement
Le USX-1 Defiant est conçu pour emporter des charges utiles modulaires, y compris des systèmes d'armes. Sur les photos publiées par la DARPA, le pont du navire était recouvert d’une bâche empêchant de voir si un armement est installé. Cependant, les modèles conceptuels de Serco indiquent qu’il pourrait être équipé d’un lanceur adaptable BAE Systems et d’un conteneur modulaire,. Une variante plus grande est envisagée pour un futur grand navire de surface sans équipage que Ryan Maatta, directeur de l’ingénierie marine chez Serco, a décrit comme l’escorteur du futur, l’équivalent d’un destroyer de la Seconde Guerre mondiale. Il pourrait être équipé de quatre lanceurs modulaires avec un système de lancement vertical (VLS) Mark 41 à 16 cellules,,, transformant cet USV en une plate-forme de frappe bon marché.

## Historique
Pour concevoir et construire le démonstrateur NOMARS, la DARPA a choisi en août 2022 l’entreprise de technologie et d’ingénierie Serco, qui était en concurrence avec Leidos Gibbs & Cox,. Le processus de conception adopté par Serco a utilisé la modélisation logicielle avancée pour générer diverses configurations de coque, allant de 170 à 270 tonnes. La conception finale s’est établie à 210 tonnes, avec une propulsion hybride permettant au navire d’atteindre une vitesse de 15 nœuds (28 km/h).
Le USX-1 Defiant a été construit au chantier naval Nichols Brothers Boat Builders,, dans la communauté non incorporée de Freeland, au nord-ouest de Seattle (État de Washington),,. Après cinq ans de développement,, il a été achevé,, et lancé en février 2025,,. L’USX-1 Defiant a été repéré en mars 2025 au large de l’État de Washington, tiré par un remorqueur à travers le passage de Saratoga dans le Puget Sound, à quelques milles marins de la Naval Air Station Whidbey Island (base aéronavale de Whidby Island) de l’US Navy,.
Après avoir terminé son équipement (le navire n’a en effet pas encore de systèmes de mission ou de combat installés à bord,) l’USX-1 Defiant subira au printemps 2025 une série d’essais à quai, au port et en haute mer qui durera plusieurs mois,,,,,,,,. Ces essais permettront d’évaluer son endurance, son autonomie, et surtout sa capacité à se ravitailler en mer, un facteur critique pour les missions de longue durée. 
En septembre 2024, la DARPA a déjà mené avec succès un premier essai de ravitaillement en mer autonome lors d’un essai impliquant deux navires non habités, le Ranger et le Mariner, qui effectuaient précédemment des tâches assignées au Defiant. Au cours de ces essais, l’USV Mariner a fait le plein de l’USV Ranger, qui avait été muni d’équipements représentatifs du prochain modèle Defiant. Ces navires autonomes ont effectué des manœuvres complexes, comprenant le transfert de la canalisation au navire ravitailleur, le raccordement réussi de la sonde de ravitaillement à l’USV, et le pompage d'eau,,,,. Bien que des membres d'équipage aient été présents sur les deux navires pendant l’opération, il convient de noter qu’aucun personnel ne gérait le Ranger pendant qu'il était ravitaillé. Ce détail souligne la capacité de la conception NOMARS à fonctionner de manière autonome, même si une supervision humaine restera nécessaire dans certains scénarios. Un porte-parole de la DARPA a souligné que ce test marque une étape clé du programme NOMARS,,,. Il est le résultat d’une collaboration étroite entre la DARPA, la Marine américaine et l’Escadron n°1 de navires de surface sans équipage (Unmanned Surface Vessel Squadron 1, en abrégé USVRON-1) qui a fourni du personnel et des ressources pour faciliter cette phase importante de tests.
Après ces essais, le navire sera remis au Surface Development Group (SURFDEVGRU) et au PMS 406 pour une intégration opérationnelle plus poussée.

## Engagements
La marine américaine utilisait les USV jusqu’alors principalement pour la surveillance, la reconnaissance et la collecte de renseignements. Le programme NOMARS et le développement de l’USX-1 Defiant correspondent à une demande croissante des décideurs politiques et des commandements opérationnels américains, pour étendre les capacités navales sans pilote. L’intérêt du Pentagone pour ces plates-formes a augmenté, en particulier sur le théâtre d'opérations du Pacifique, où la marine américaine envisage de les déployer dans des scénarios de conflits potentiels. La fonction de ces navires autonomes est de prendre le relais des navires traditionnels avec équipage des tâches courantes pour les en libérer et leur permettre de se concentrer sur des tâches plus importantes, ou d’agir comme multiplicateur de forces. Les missions probables des USV comprendraient la surveillance et la reconnaissance, la patrouilles maritimes, notamment la patrouille anti-sous-marine, et l’escorte de groupes aéronavals constitués autour de porte-avions. Ils pourraient être utilisés pour dissuader toute tentative chinoise d’agression, de blocus ou d’invasion de Taïwan. L’amiral américain Samuel Paparo, chef du United States Indo-Pacific Command (INDOPACOM), a décrit un concept stratégique nommé « Hellscape », qui vise à inonder le détroit de Taïwan avec des essaims de drones afin de créer un environnement difficile pour un adversaire potentiel et de perturber ses opérations militaires,,,,.